# Щъркел на Сторм
Щъркел на Сторм (Ciconia stormi) е вид птица от семейство Щъркелови (Ciconiidae). Видът е застрашен от изчезване.

## Разпространение и местообитание
Разпространен е в Бруней, Индонезия, Малайзия, Мианмар и Тайланд.